# Ulrica Eleonora a Danemarcei
Ulrica Eleonora a Danemarcei (n. 11 septembrie 1656, Copenhaga, Danemarca – d. 26 iulie 1693, Solna, comitatul Stockholm, Suedia) a fost regină a Suediei ca soție a regelui Carol al XI-lea al Suediei.

## Familie

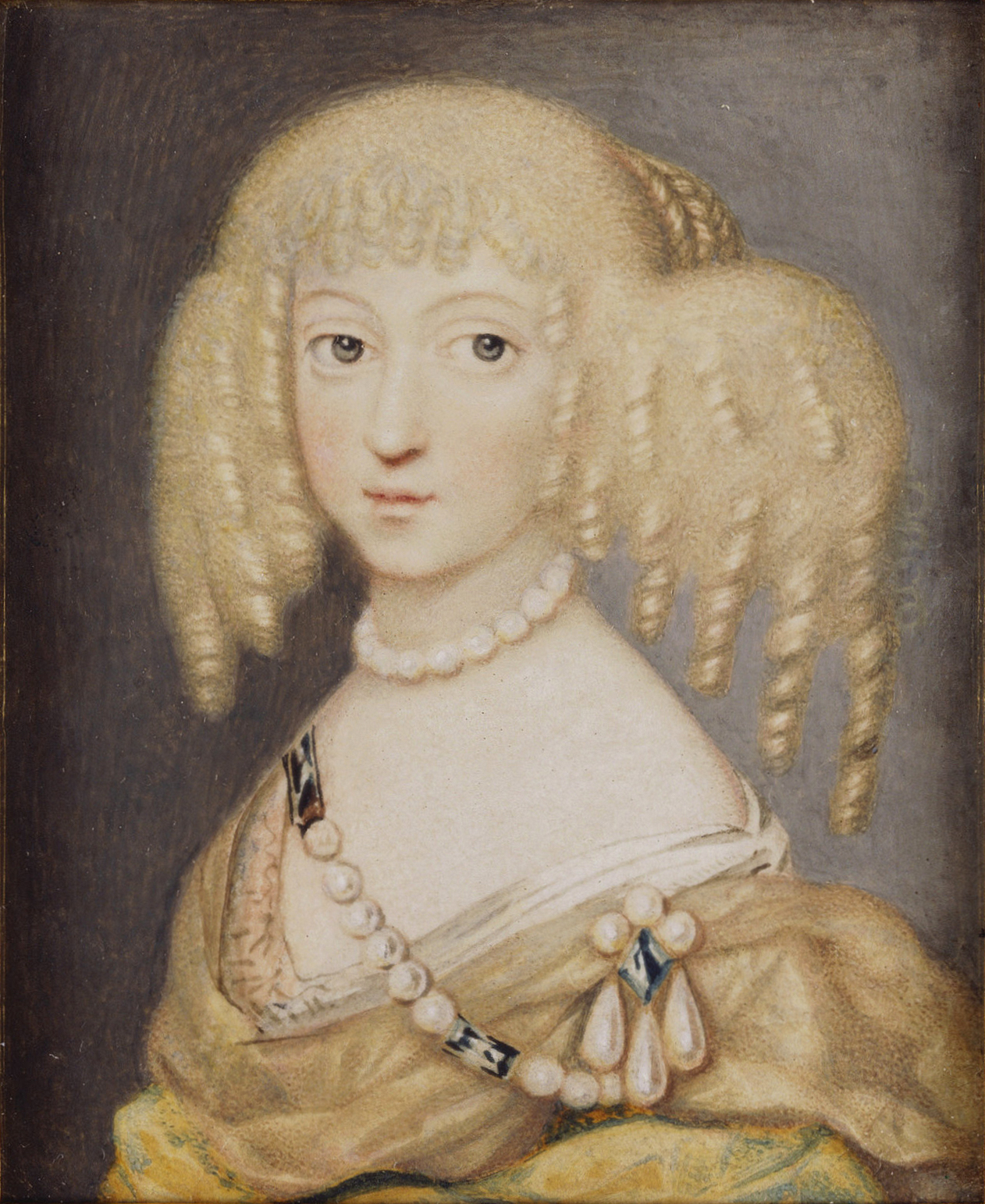
Ulrica, prințesă a Danemarcei, portret de Pierre Signac

Ulrica a fost fiica regelui Frederic al III-lea al Danemarcei și a reginei Sophie Amalie de Braunschweig-Lüneburg. În 1675 ea a fost logodită cu regele Carol al XI-lea al Suediei. În timpul războiului scandinav dintre Danemarca și Suedia din 1675-1679 ea a fost încurajată să rupă logodna și a fost considerată o posibilă mireasă pentru împăratul Leopold I, însă ea a refuzat să rupă logodna. În timpul războiului din 1675-1679 Ulrica și-a amanetat bijuteriile și chiar inelul de logodnă pentru a avea grijă de prizonierii suedezi de război. 
S-a căsătorit cu Carol la 6 mai 1680. Au avut șapte copii dintre care numai trei au supraviețuit:
- Hedwig Sophia, mai târziu Ducesă de Holstein-Gottorp (1681–1708)
- Regele Carol al XII-lea (1682–1718)
- Gustav (1683–1685)
- Ulrik (1684–1685)
- Frederick (1685–1685)
- Carol Gustav (1686–1687)
- Regina Ulrica Eleonora (1688–1741)

## Viața ca regină

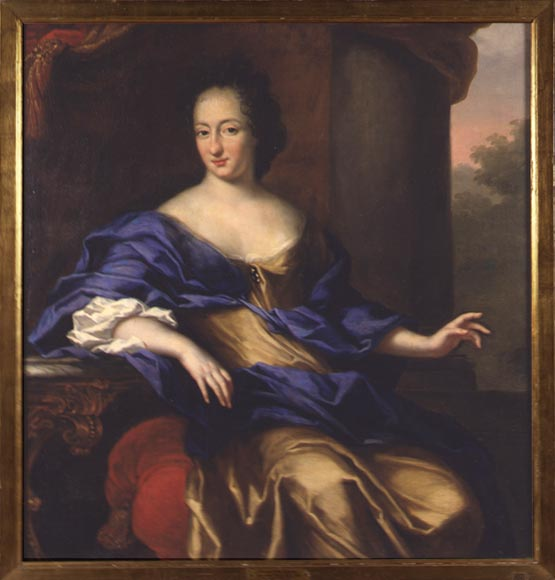
Ulrica Eleonora de David Klöcker Ehrenstrahl.

Ulrica Eleonora a fost descrisă ca fiind frumoasă și a fost primită cu entuziasm de publicul din Stockholm și Suedia, în principal, pentru că a fost văzută ca o speranță de pace între cele două țări. Potrivit legendei, soțul ei a fost infidel, lucru neobișnuit pentru acea vreme; când a murit, el i-a spus mamei sale că nu a mai fost fericit după moartea soției lui. Se spune, de asemenea, că regele Carol avea o natură rece și era incapabil să-și arate dragostea pe care o simțea pentru ea, și mai presus de toate, era sub influența puternică a mamei sale, Hedwig Eleonora de Holstein-Gottorp, care nu a cedat poziția de regină nurorii sale.
În timp ce suspiciunea dintre Danemarca și Suedia care a provocat războiul scandinav a persistat, Hedwig Eleonora (și, de asemenea, guvernul) nu s-a împăcat cu ideea ca fiul ei să se căsătorească cu o prințesă daneză. Ca să le facă pe plac și să le dovedească că ea nu avea nici o influență asupra lui, regele se referea întotdeauna la Ulrica ca "soția mea" și își numea mama "regina". Conștienți de acest lucru, ambasadorii străini, atunci când aduceau omagiu lor membrilor familiei regale, o vizitau mereu pe Hedwig Eleonora în primul rând și apoi pe Ulrica Eleonora.
Sub umbra soacrei ei, Ulrica nu a fost niciodată fericită sau cel puțin viața ei de la curte nu a fost fericită. Pe de altă parte s-a spus că viața ei privată cu regele și copiii ei a fost una foarte fericită. Cele mai plăcute momente erau atunci când sora și cumnatul ei, Ducele și Ducesa de Holstein-Gottorp veneau în vizită și zilele în care ea, soțul ei și copiii vizitau palatul Karlberg, pe care soțul ei îl folosea drept loc de relaxare. La Karlberg ea se bucura de viața simplă departe de curte și îi plăcea să picteze.
Ulrica era interesată dans și de teatru, ea chiar jucând în piese alături de doamnele de la curte. Printre nobilii care participau la performanțele ei de amatoare se afla și faimoasa Aurora Königsmarck împreună cu sora ei, Amalia Wilhelmina Königsmarck. Printre doamnele de onoare erau surorile De la Gardie, cântăreața Ebba Maria și poeta Johanna Eleonora.
În 1690, soțul ei a numit-o regentă în cazul în care el ar fi murit în timpul minoratului fiului său. Din cauza sănătății ei și a nașterilor frecvente, ea a refuzat. A murit trei ani mai târziu după ce și-a petrecut iarna 1692-93 în pat. La numai o lună după decesul ei, soțul ei s-a referit la ea numind-o regină. 

## Arbore genealogic
1. ↑  Riddarholmskyrkan - inventories and graves, p. 446, accesat în 21 februarie 2019